# Réserve écologique des Tourbières-de-Lanoraie
La Réserve écologique des Tourbières-de-Lanoraie est située entre Saint-Thomas et Lanoraie.  Ce site protège un complexe de tourbières typiques des basses-terres du Saint-Laurent.

## Activités
La réserve est l'une des rares au Québec où la visite est autorisée au public.  Un trottoir de bois permet de visiter la réserve accompagné d'un guide de la mi-mai au début septembre.
Par contre, il faut prendre un rendez-vous à l'avance sur le site du ministère de l’environnement du Québec.